# Louis Duchesne
Louis Marie Olivier Duchesne (ur. 13 września 1843, zm. 21 kwietnia 1922) – francuski ksiądz, filolog, wykładowca. Był historykiem chrześcijaństwa oraz liturgii i instytucji Kościoła rzymskokatolickiego. Jego prace należały do nurtu krytyki historyczno-literackiej.

## Życiorys
Urodził się w San Malo, został wcześnie osierocony. Pochodził z rodziny bretońskich marynarzy, jego krewny był jednym z niewielu uratowanych z 72-działowego okrętu Redoutable w bitwie pod Trafalgarem w 1805 r.
Został wyświęcony na kapłana w 1867 r. i przez wiele lat wykładał w Saint-Brieuc, następnie przeniósł się do Paryża, gdzie zainspirował reformistę Alfreda Loisy, inicjatora heterodoksalnego nurtu stawiającego sobie za cel zbliżenie katolicyzmu do nauk szczegółowych oraz nowoczesnej socjologii i filozofii, zwanego modernizmem katolickim. Ostatecznie ok. 1907 r. za papieża Piusa X nurt ten stał się katalizatorem kryzysu w Kościele.
Sam L. Douchesne w 1876 został członkiem École française w Rzymie, a później jej dyrektorem. Był miłośnikiem archeologii i organizował wyprawy naukowe na Górę Atos, do Syrii, i do Azji Mniejszej, które rozbudziły w nim ogromne zainteresowanie wczesną historią Kościoła.
W 1887 opublikował swą pracę doktorską, a wkrótce potem wydanie krytyczne Liber Pontificalis (historia papieży). Ks. Duchesne utrzymywał stałą korespondencję z historykami o podobnym nastawieniu wśród Bollandystów, którzy mieli za sobą wieloletnią pracę badawczą nad historią krytycznych wydań hagiografii.
Jego prace był przyjmowane z wielkim zainteresowaniem, został odznaczony orderem Legii Honorowej. Jego Histoire ancienne de l'Église, 1906‑11 (tłumaczenie angielskie Early History of the Christian Church) w czasie kryzysu modernistycznego została uznana za zbyt modernistyczną i w 1912 r. umieszczono ją na indeksie kościelnym.
W 1888 roku został członkiem Académie des inscriptions et belles-lettres, a w 1910 wybrano go do Académie française. Zmarł w 1922 w Rzymie. Jest pochowany na cmentarzu w Saint-Servan k. San Malo w Bretanii.

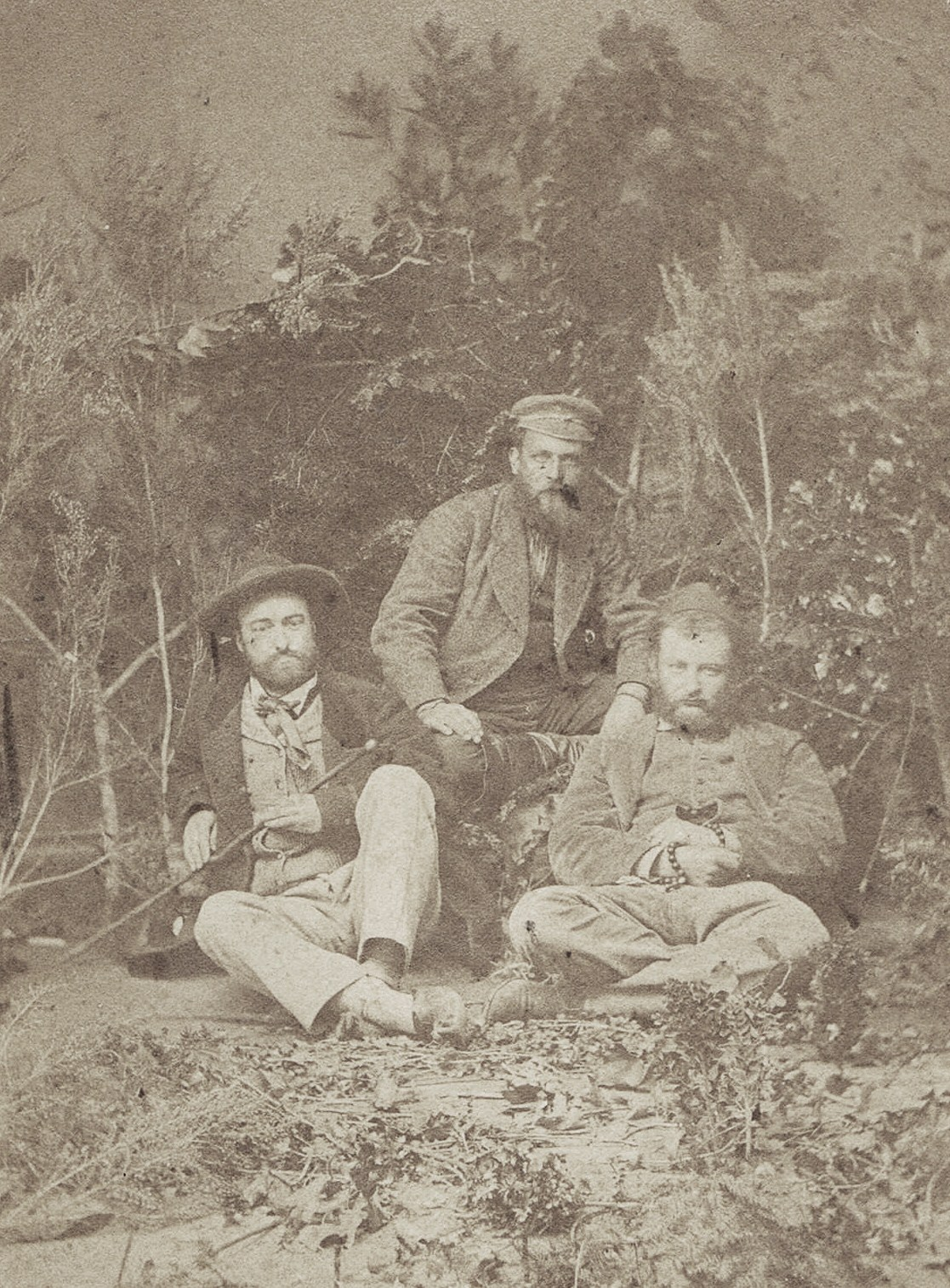
Louis Duchesne siedzący po lewej w cywilnym ubraniu podczas misji w Turcji.
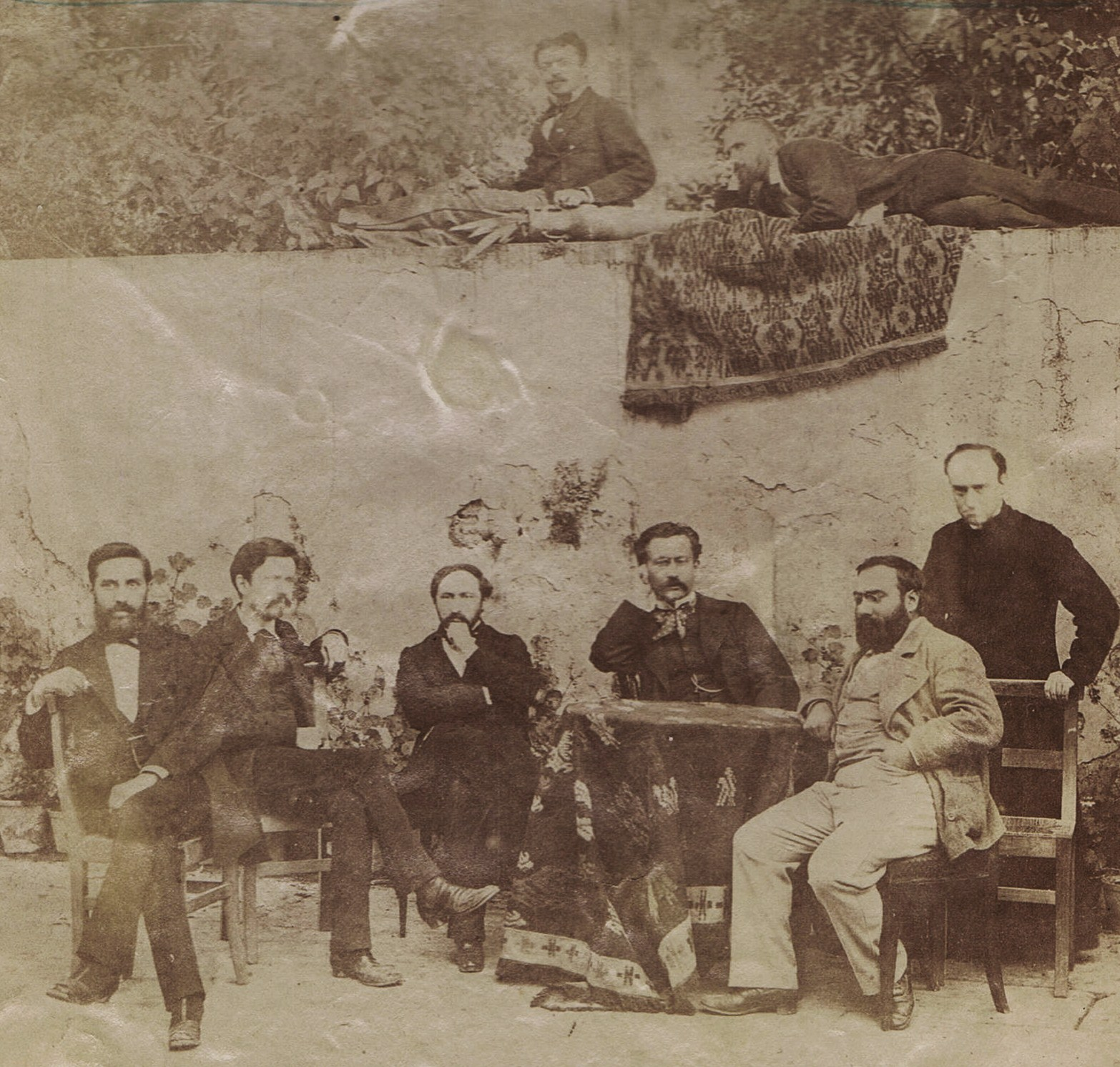
Louis Duchesne, stojący po prawej stronie, w Kolegium Francuskim w Rzymie, lata 1873-1876.
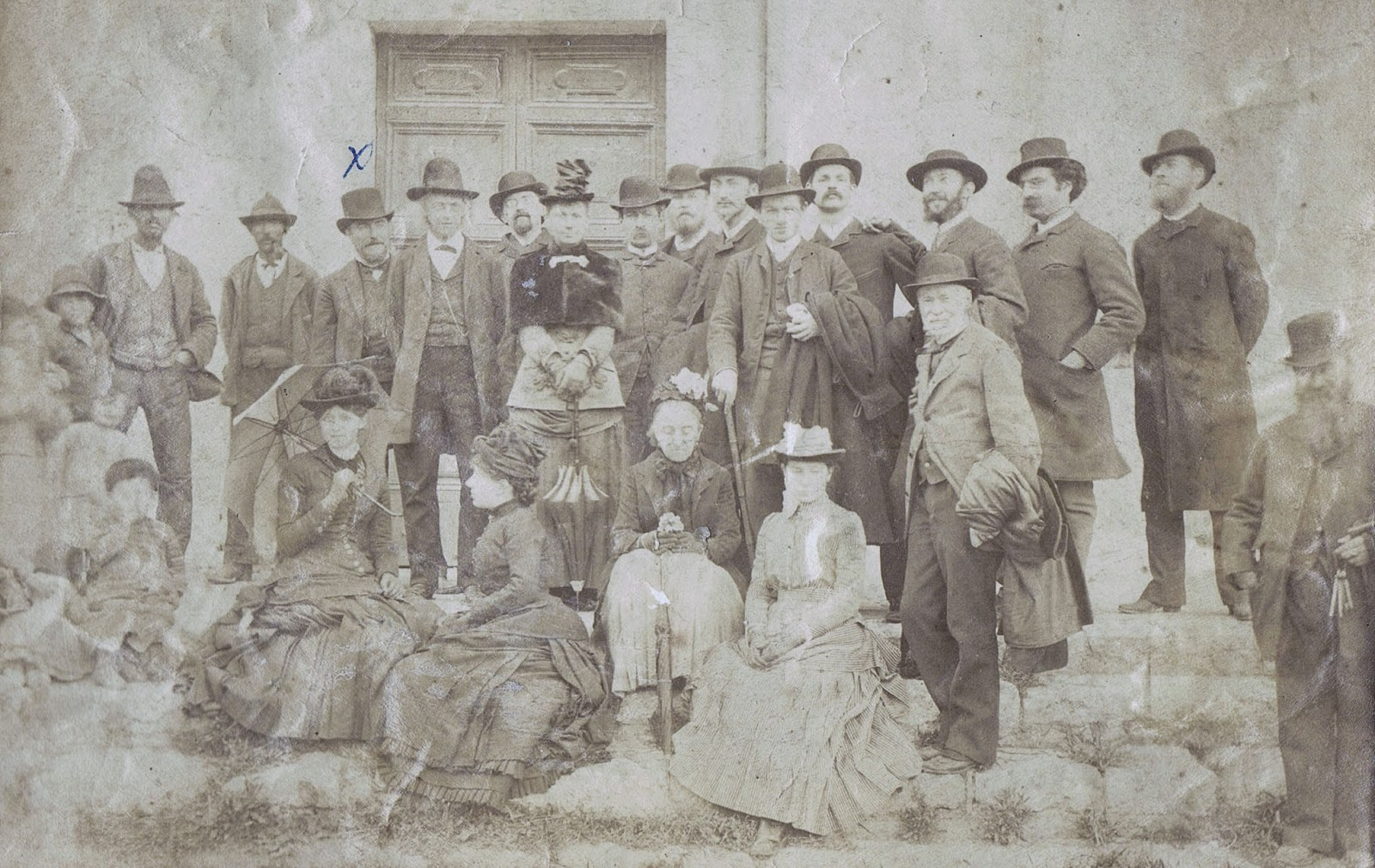
Louis Duchesne (oznaczony krzyżykiem) w stroju cywilnym w starożytnym etruskim mieście Tarquinia (dawniej Corneto), we Włoszech, w kwietniu 1885.
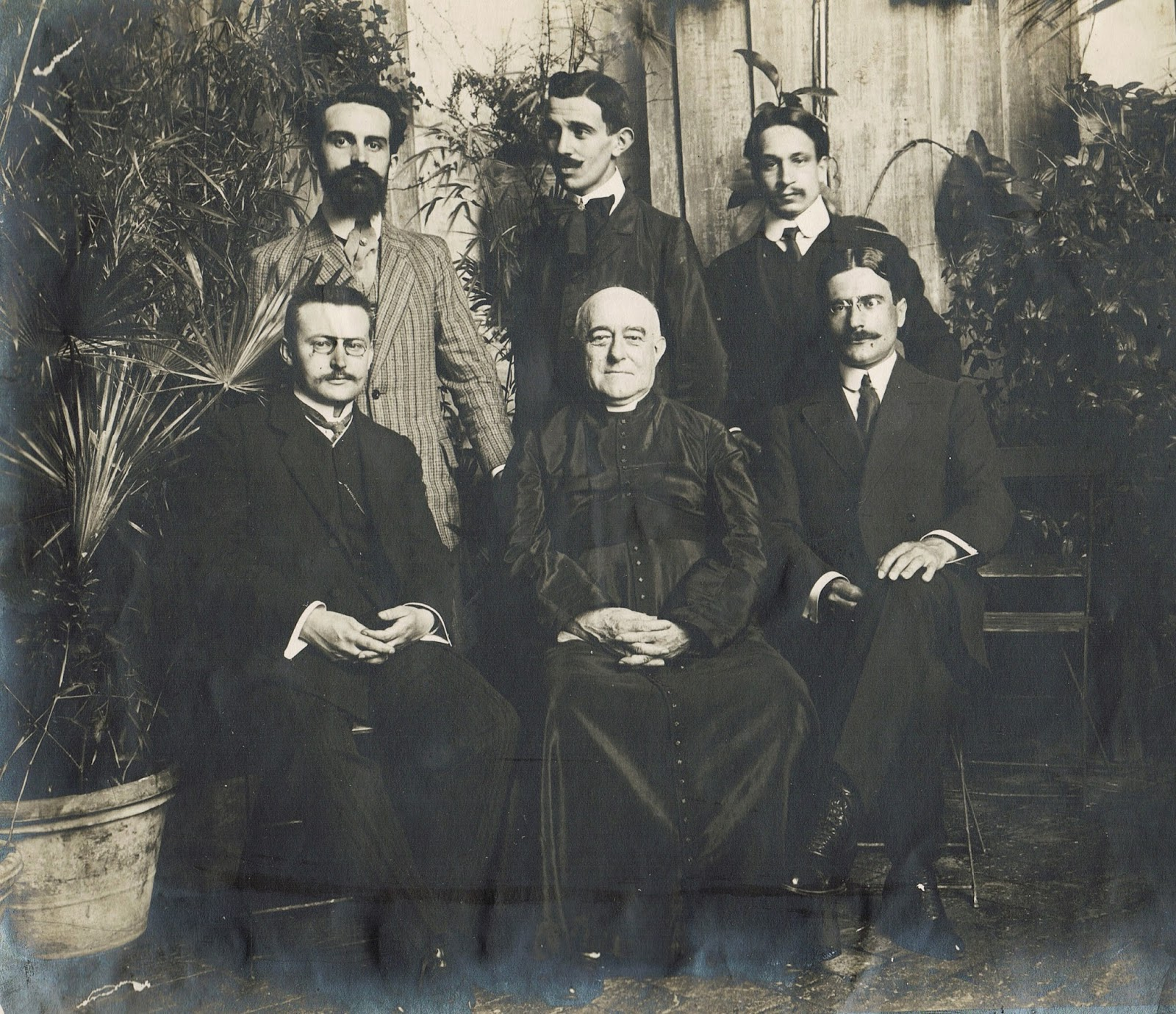
Louis Duchesne, dyrektor Kolegium Francuskiego w Rzymie, wraz z uczniami.
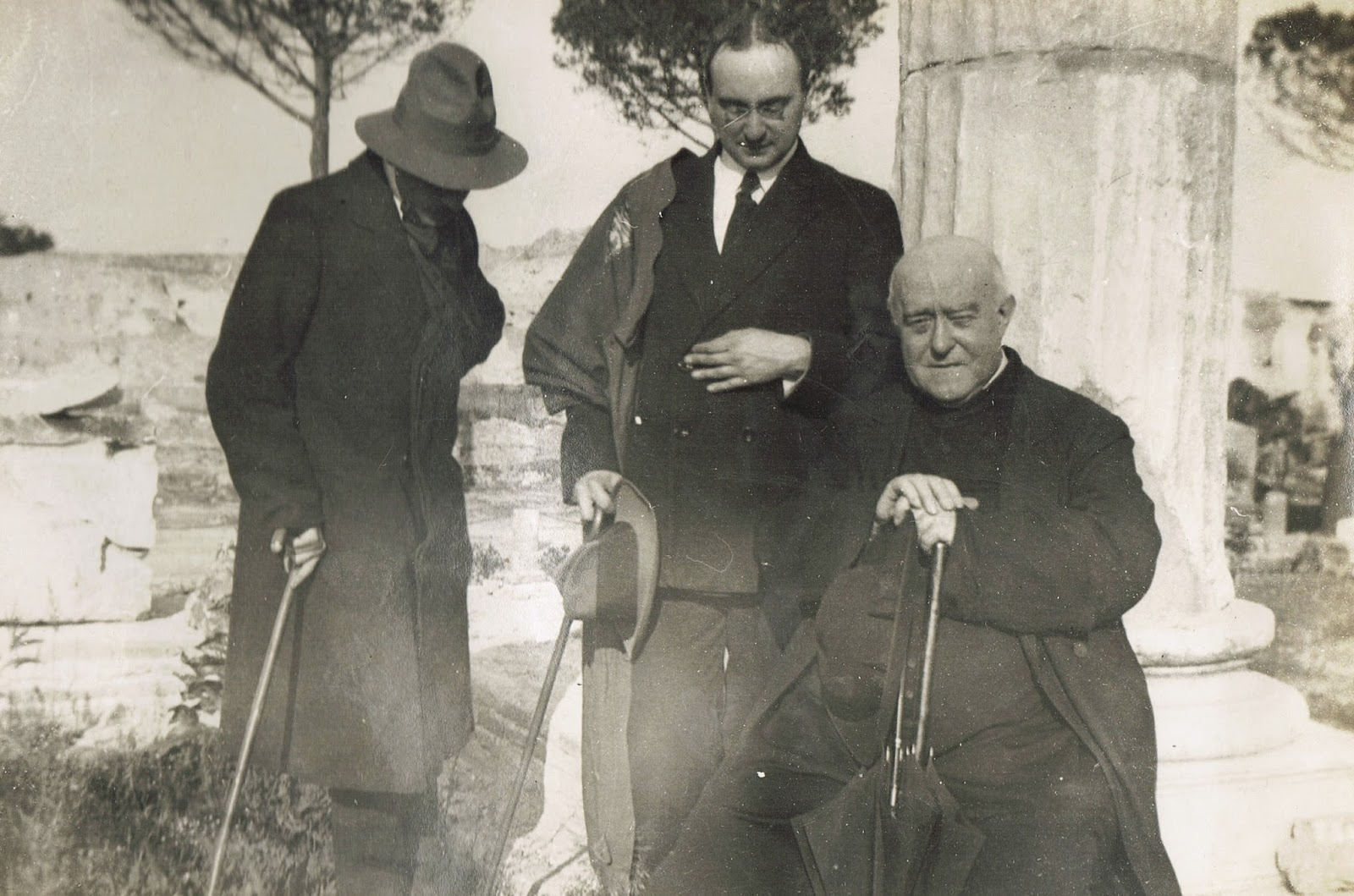
Louis Canet, Jean Marx i Louis Duchesne w Rzymie.
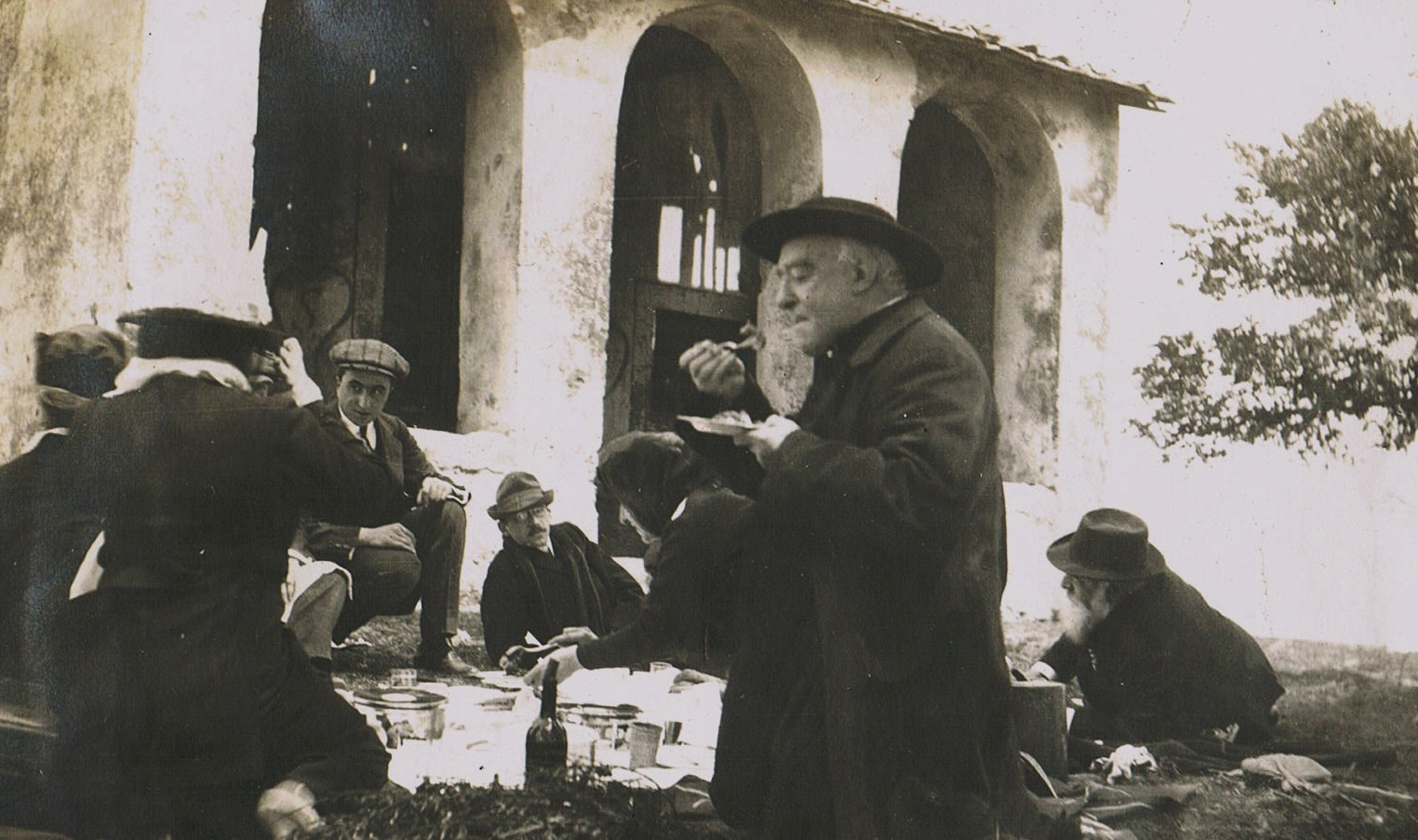
Louis Duchesne (na pierwszym planie), w głębi Louis Canet w kapeluszu i okularach.
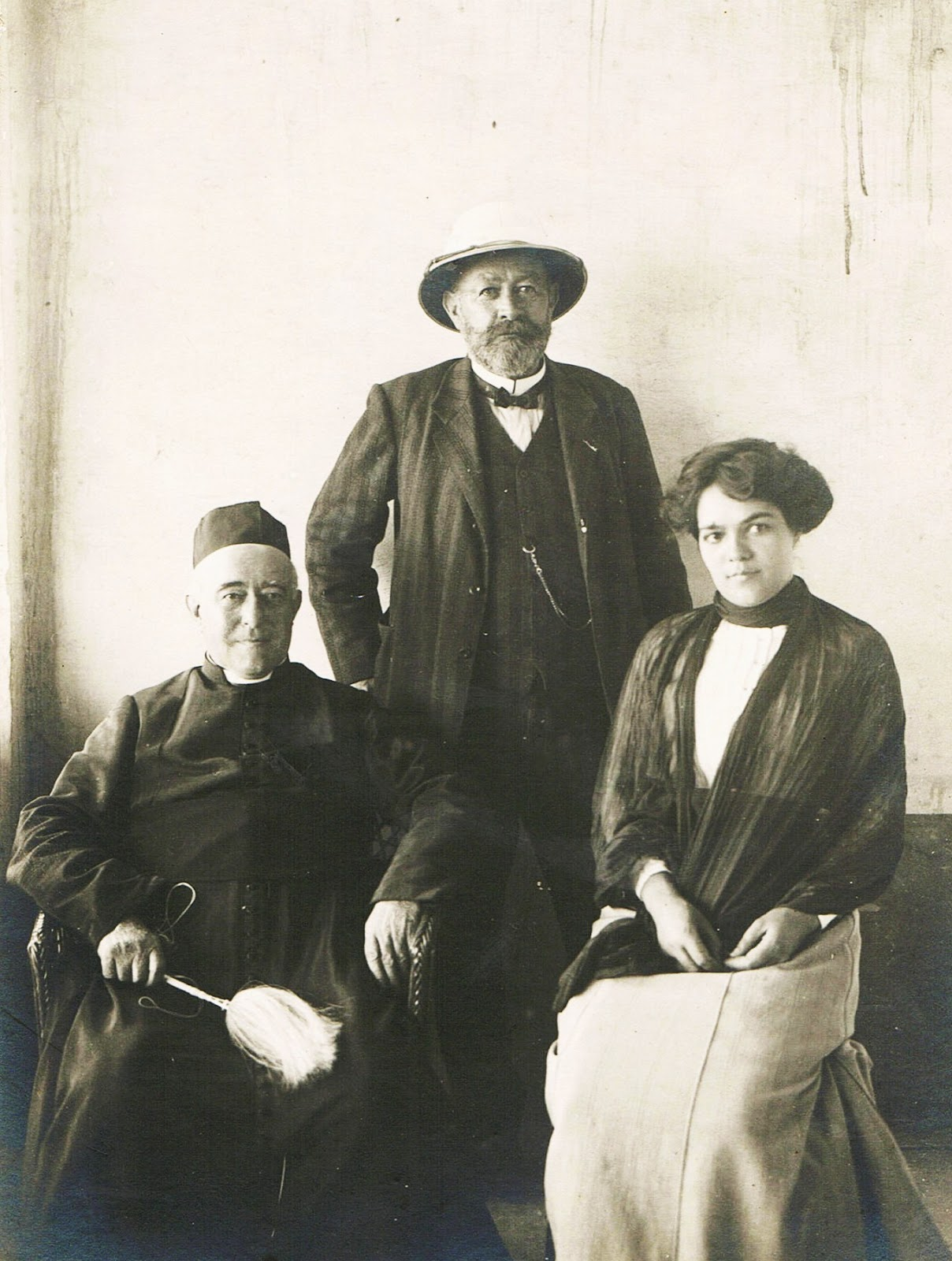
Louis Duchesne (1843-1922), po lewej, w domu egiptologa Auguste Mariette, w Kairze.
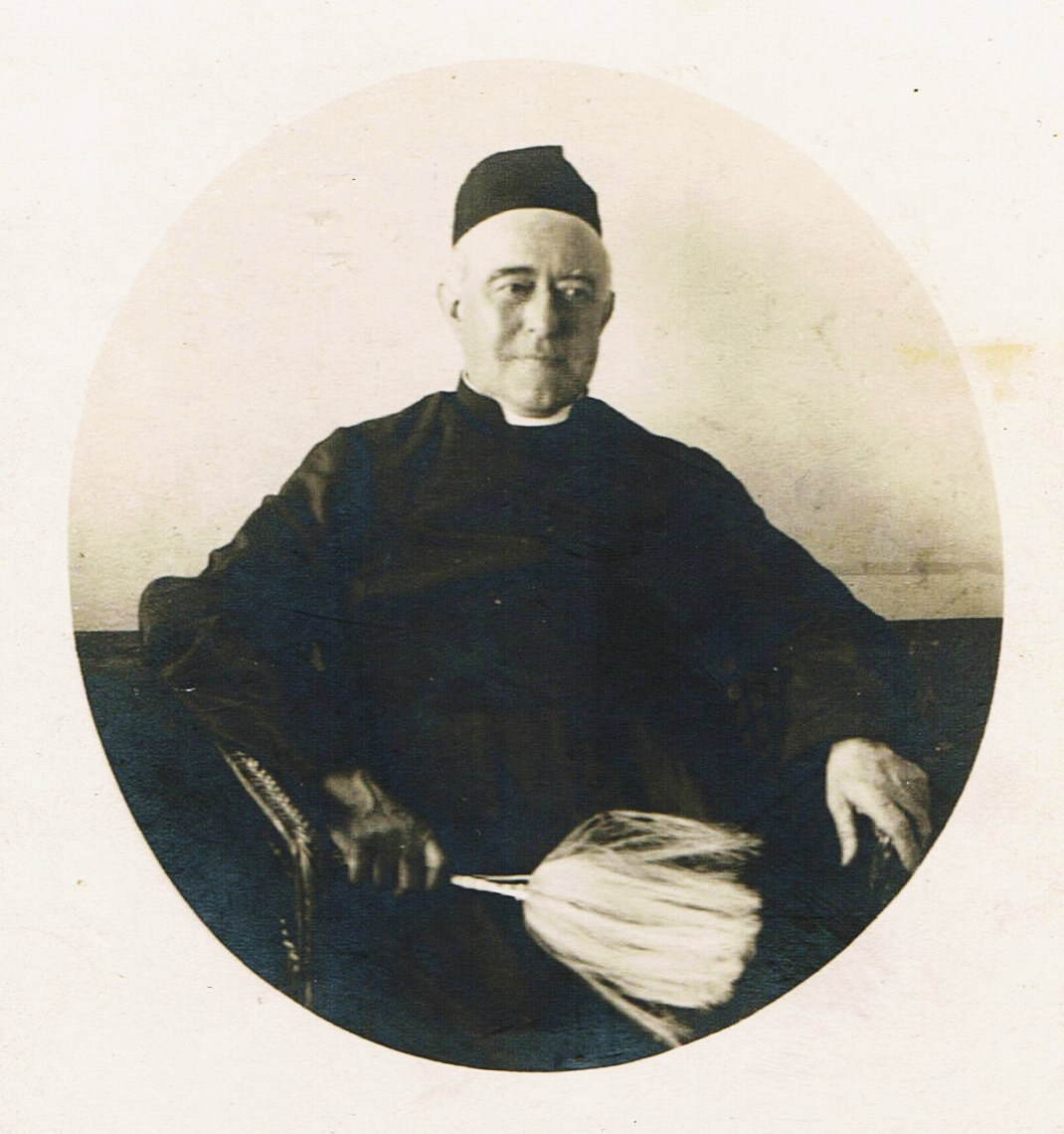
Louis Duchesne, dyrektor Francuskiego Instytutu Archeologii Wschodniej w Kairze, 1912.

## Publikacje
Ważniejsze prace:
- Le Liber pontificalis (2 tomy), Paryż 1886-1892.
- Les Sources du martyrologe hyéronimien
- Origines du culte chrétien, Paryż 1889.
- Eglises separees, 1896.
- Fastes épiscopaux de l'ancienne Gaule
- Les Premiers temps de l'État pontifical.
- Histoire ancienne de l'église, Paryż 1908. Wydanie angielskie: Early history of the Christian church from its foundation to the end of the third century. T. 1-2. London: J. Murray, 1909, s. 428.
- Scripta minora : études de topographie romaine et de géographie ecclésiastique – wydanie w 50 rocznicę śmierci, Rzym: École française 1973.

Wiele jego dzieł zostało przetłumaczonych na język angielski.